# Faldo Series
De Faldo Series is een serie golftoernooien die door Nick Faldo in 1996 werd opgericht.
Het zijn internationale golftoernooien voor meisjes en jongens van 12-21 jaar. Voormalige winnaars van deze toernooien zijn onder meer Carly Booth, Nick Dougherty, Rory McIlroy, John Parry, Florentyna Parker, Melissa Reid, Marc Warren en Yani Tseng, die nu op de Amerikaanse Ladies Tour speelt. 

## Geschiedenis
In 1996 richtte Nick Faldo de stichting "For Tomorrow's Champions" op, en de Faldo Series, die ook in 1996 werd opgericht,  is daar een onderdeel van. Hij blijkt een groot succes te zijn. Wereldwijd deden er in 2012 ongeveer 7000 spelers aan mee, verdeeld over een Europese Tour en een Aziatische Tour, die ook in enkele Zuid-Amerikaanse landen toernooien heeft. Er worden in 2013 40 toernooien in 30 landen gespeeld. 
De Faldo Series organiseert toernooien, maar laat ook in veel landen kinderen voor het eerst kennis maken met de golfsport. Er worden tijdens de toernooien altijd clinics gehouden.
De deelnemende landen hebben sinds 2010 een driedaagse finale in de leeftijdsgroep U 16, U18 en U21 voor de jongens en U16 en U21 voor de meisjes. 

### Faldo Series Europe
Er wordt gespeeld in 25 landen, onder meer Bahrein, Brazilië, Chili, Duitsland, Engeland, Griekenland, Nederland, Noord-Ierland, Oostenrijk, Polen, Rusland, Scotland, Slowakije, Tsjechië en Wales. Alle winnaars van de Europese toernooien worden uitgenodigd voor de finale op de Lough Erne Golf Resort in Noord-Ierland. Aan de finale in Noord-Ierland in 2011 deden 77 spelers mee.

De finale werd onder meer gewonnen door:
| Winnaars - Nick Dougherty in 1997 (U16), 1999 (U18) en 2000 (U21) - Ben Evans in 2006 (U21) en 2007 (U21) - Oliver Fisher in 2004 (U16) en 2005 (U18) - James Heath in 2002 (U21) en 2004 (U21) - Rory McIlroy - John Parry in 2005 (21) - Gavin Samuels in 2011 - Zane Scotland - Marc Warren | Winnaressen - Carly Booth - Holly Clyburn in 2009 - Kiran Matharu - Florentyna Parker - Melissa Reid - Brogan Townend in 2011 - Yani Tseng |

### Faldo Series Asia
Er wordt gespeeld in 15 landen, onder meer Bahrein, Brazilië, Cambodja, Chili, China, de Filipijnen, Hongkong, India, Maleisië, Nepal, Pakistan, Thailand en Vietnam. Alle winnaars van de Aziatische toernooien worden uitgenodigd voor de finalo op de Faldo Course op Mission Hills Golf Club in China. 
Winnares van de finale in 2013 was de 15-jarige Ssu-Chia Cheng.
| Winnaars - Rashid Khan in 2007 en 2009 | Winnaressen - Ssu-Chia Cheng in 2013 |

## Faldo Series Netherlands Championship
Het Nederlandse toernooi van de Faldo Series worden georganiseerd door Stichting Support2Sports en ondersteund door de Nederlandse Golf Federatie. 
Kwalificatie
De handicaplimiet voor de inschrijving is 8,0 voor de jongens en 14,0 voor de meisjes. Er doen slechts 135 spelers mee dus de spelers met de laagste handicaps worden toegelaten. De winnaar van het eerste Prise d'Eau Jeugd Open in 2013 wint een wildcard.   

Formule
Er worden zonder handicapverrekening drie rondes gespeeld vanaf de backtees. De winnaars krijgt een wildcard voor het Dutch Open van de Europese Tour en de winnares voor het Deloitte Open van de Ladies European Tour. Sinds 2011 telt het toernooi mee voor de wereldranglijst.

### Winnaars
| Jaar | Baan                 | Jongens U16     | Jongens U18  | Jongens U21    | Meisjes U16    | Meisjes U21    |
| ---- | -------------------- | --------------- | ------------ | -------------- | -------------- | -------------- |
| 2010 |                      |                 |              |                |                |                |
| 2011 | Goyer G&CC           | Severiano Prins | Rowin Caron  | Michael Kraaij | Britt Steeghs  | Michelle Naafs |
| 2012 | Goyer G&CC           | Timo Riensema   | Max Albertus | Lars Keunen    | Michelle Naafs | Roos Haarman   |
| 2013 | Golfclub Bleijenbeek | 24-26 juli      |              |                |                |                |